# Dumra
Dumra là một thành phố và là một khu vực quy hoạch (notified area) của quận Sitamarhi thuộc bang Bihar, Ấn Độ.

## Địa lý
Dumra có vị trí 25°01′B 83°58′Đ / 25,02°B 83,97°Đ Nó có độ cao trung bình là 86 mét (282 feet).

## Nhân khẩu
Theo điều tra dân số năm 2001 của Ấn Độ, Dumra có dân số 14.538 người. Phái nam chiếm 57% tổng số dân và phái nữ chiếm 43%. Dumra có tỷ lệ 77% biết đọc biết viết, cao hơn tỷ lệ trung bình toàn quốc là 59,5%: tỷ lệ cho phái nam là 80%, và tỷ lệ cho phái nữ là 73%. Tại Dumra, 11% dân số nhỏ hơn 6 tuổi.